# Бестужевська порода
Бестужевська худоба — м'ясо-молочна порода свійського бика; виведена на початку XIX століття. Масть вишневочервона, іноді переходить в буру, з білими відмітинами на вим'ї, в паху і на кінці хвоста. Жива вага корів 450–500 кг, бугаїв 700–800 кг. Забійна вага понад 50%. Середньорічний надій молока 3 000 кг, до 3 500 кг. Жирномолочність 4%. Тварини добре пристосовані до суворих кліматичних умов Поволжя. На пасовищах швидко нагулюють тіло; після отелення довго не знижують надоїв. Бестужевська порода поширена в середньому Поволжі Росії, та в Татарстані з Башкирією.